# Kees Buenen
Kees Buenen (Vught, 14 oktober 1950) is een Nederlands musicus, componist en muziekproducent. Hij speelde voor de Bill Bradley Band en Pussycat en is sinds het begin van de jaren tachtig toetsenist voor de maatschappijkritische band bots. Hij schreef muziek en produceerde platen voor bots, Nadieh en Lenny Kuhr.

## Biografie
Buenen speelde tussen ongeveer 1974 en 1976 in de cabaretgroep Het Slimme Gras. Met deze groep trad hij in 1975 op tijdens het Camerettenfestival. In 1977 verscheen over deze cabaretgroep een boek van Henk Wittenberg. Hierin speelde ook zijn vrouw Hannie Buenen en samen richtten ze met enkele anderen in 1976 de Bill Bradley Band op, later afgekort tot BB Band.  Hij is een van de schrijvers van de hit Stille Willie (1981). Na ongeveer vijf jaar gingen de bandleden hun eigen weg.
Buenen trad vervolgens ongeveer een jaar op als toetsenist van Pussycat; zijn achtergrondzang is bijvoorbeeld te horen op het verzamelalbum The collection and more (1994). Ook speelde hij in die jaren voor het musicalgezelschap Pluche en Plastic. Uiteindelijk sloot zich aan bij bots waarvoor hij in 2014 nog steeds speelt.
Bots speelt zowel in Nederland als in Duitsland en brengt een links geluid. In de jaren zeventig en tachtig traden ze op tijdens manifestaties. Bij de vertalingen in het Duits kregen ze hulp van Wolf Biermann en Günter Wallraff en bij elkaar verkocht bots meer dan een miljoen elpees in Duitsland. Ook traden ze op uitnodiging van de Freie Deutsche Jugend op in de DDR, onder meer tijdens een congres. Nadat de spil van de band, Hans Sanders, in 2007 was overleden, schreef zijn vrouw maatschappijkritisch materiaal voor hun nieuwe cd. In 2010 werden ze door de Duitse politieke partij Die Linke meegevraagd op verkiezingscampagne.
Buenen heeft muziek geschreven voor een bekende Nederlandse artiesten. In sommige gevallen werkte hij samen met zijn vrouw waarbij hij de muziek voor zijn rekening nam en zijn vrouw de tekst. Zo schreef hij ook met Nadieh de muziek onder Windforce 11 en schreef zijzelf de tekst. Samen schreven ze de muziek voor enkele liedjes van Kinderen voor Kinderen. Andere artiesten die zijn werk op de plaat zetten, naast zijn eigen band bots, waren bijvoorbeeld Nadieh, Lenny Kuhr, Danny de Munk, Albert West en The Fortunes. In het laatste geval was dat Gliding on water waaraan ook West meeschreef. De Amerikaanse folkzanger David Rodriguez coverde zijn lied Ons moeder, dat hij voor bots schreef, met een vertaling in Chitarrista cieco voor zijn album Proud Heart (1995). Voor bots, Nadieh en Lenny Kuhr produceerde hij verschillende albums.